# Муксудпур (подокруг)
Муксудпур (бенг. মুকসুদপুর, англ. Muksudpur) — подокруг в центральной части Бангладеш в составе округа Гопалгандж. Образован в 1914 году. Административный центр — город Муксудпур. Площадь подокруга — 309,63 км². По данным переписи 1991 года численность населения подокруга составляла 269 489 человек. Плотность населения равнялась 870 чел. на 1 км². Уровень грамотности населения составлял 34,3 %. Религиозный состав: мусульмане — 67,84 %, индуисты — 30,41 %, христиане — 1,72 %, прочие — 0,03 %.